# 火走神社
火走神社（ひばしりじんじゃ）は、大阪府泉佐野市にある神社。式内社で、旧社格は郷社。日本遺産『旅引付と二枚の絵図が伝えるまち-中世日根荘の風景-』の構成文化財の一つでもある。

## 祭神
- 主祭神 - 軻遇突智神（かぐつちのかみ） - 火の神。

## 歴史
創建年は不詳であるが、推古天皇2年（594年）2月には祭礼が行われているので、それ以前の創建であろう。
延長5年（927年）成立の『延喜式』神名帳では、「日根郡 火走神社」と記載されている。
当社の南東の犬鳴山にある七宝瀧寺とは深い関りがあり、当社の神宮寺である上宝院瀧本坊瀧音寺はその影響下にあった。当社の社名である「火走」とは、江戸時代の『和泉名所図会』にあるようにかつて男巫が火渡り神事として火の上を走ったことが由来であるとされているが、火渡り神事は修験道でも行われているので七宝瀧寺との深い関係を想起させる。また、社伝では後村上天皇により「火走」の社号が与えられたとされているが、それ以前からこの社名であった。瀧宮、瀧大明神とも呼ばれていた。
天正13年（1585年）に行われた羽柴秀吉による紀州征伐の兵火に掛かって焼失するが、元和8年（1622年）8月16日に本殿が再建されている。
享保11年（1726年）8月5日、正一位の神階に叙せられている。
明治時代になると廃仏毀釈により神宮寺である上宝院瀧本坊瀧音寺は廃寺とされ、仏像や仏具は七宝瀧寺に移された。
1872年（明治5年）に村社に列し、1907年（明治40年）1月には饌幣帛料供進社に指定されている。1912年（大正元年）12月6日、郷社に昇格した。
境内は「日根荘遺跡」の一つとして国の史跡となっている。また、2013年（平成25年）10月17日に大阪府で唯一の重要文化的景観として選定された「日根荘大木の農村景観」にも当社は含まれている。

## 境内
- 本殿（泉佐野市指定有形文化財） - 元和8年（1622年）8月16日再建。一間社春日造。
- 幣殿
- 中門
- 社務所 - もとは神宮寺である上宝院瀧本坊瀧音寺本堂。廃寺となった後は社務所とされた。
- 拝殿（割拝殿） - この拝殿が境内の入口となっている。修験道に関わりのある寺社によく建てられていた建物・「長床」も兼ねているようである。

### 摂・末社
- 幸神社（重要文化財） - 御祭神：大己貴命、少彦名命、事代主大神、市杵嶋姫命、誉田別尊、奥津日子神、奥津比売命。摂社。室町時代の建立。一間社春日造。
- 春日神社 - 祭神：武甕槌神、経津主神、天児屋根命、比売神、大山祇神。宝暦2年（1750年）の建立。
- 八坂神社 - 祭神：素盞鳴尊
- 大年神社 - 祭神：大年神
- 丹生神社 - 祭神：稚日女尊

## 文化財

### 重要文化財
- 幸神社本殿

### 国指定史跡
- 境内 - 日根荘遺跡の一つとして当社の境内も含まれている。

### 重要文化的景観
- 境内 - 「日根荘大木の農村景観」の一つとして当社の境内も含まれている。

### 泉佐野市指定有形文化財
- 本殿
- 犬鳴山七宝瀧寺並びに大木村絵図

### 泉佐野市指定無形民俗文化財
- 大木火走神社秋祭りの担いダンジリ行事（上大木町会、中大木町会、下大木町会） - 泉州地域のだんじり祭りの中で最も古い形態を残している。このだんじりは一般的な曳くタイプのものではなく、人が担ぐタイプのものである。

## 祭事
- 秋季例祭 10月10日

## 交通アクセス
- JR阪和線 日根野駅または南海電気鉄道南海本線 泉佐野駅より犬鳴山行きバス「中大木」下車すぐ